# Kayla Harrison
Kayla Harrison, född 2 juli 1990 i Middletown, Ohio, är en amerikansk judoka och MMA-utövare. 2008 vann hon Junior-VM. 2010 vann hon VM i judo och 2012 i London samt 2016 i Rio de Janeiro vann hon OS-guld i damernas 78 kilosklass.

## Bakgrund
Kayla Harrison började med judo vid sex års ålder tack vare sin mor, som hade svart bälte. Hon började träna med Daniel Doyle och vann två nationella mästerskap vid 15 års ålder. Under perioden Harrison hade honom som tränare förgrep han sig på henne sexuellt. När Harrisons mor fick reda på händelsen anmäldes hon honom och han dömdes senare även till 10 års fängelse för övergreppen.

## Kampsport

### MMA

#### WSOF / PFL
Harrison påbörjade sin MMA-karriär 2016 som expertkommentator hos WSOF. Även om hennes roll hos företaget var som kommentator antydde hon att hon skulle komma att gå matcher, antagligen i 66 kg (145 lb) klassen.

#### Säsong 1
Hon debuterade i den första säsongen (säsong 2018) av PFL på PFL 2 (säsong 2018). Hon gick även en match på huvudkortet på PFL 11 (säsong 2018), årsfinalen. 

#### Säsong 2
Från och med den andra säsongen (säsong 2019) har PFL en damernas lättviktsklass som Harrison tävlar i. Hon var ena halvan av huvudmatchen, main event, på PFL 1 (säsong 2019).
Vid PFL:s 2019 års slutspels första gala mötte Harrison Bobbi Jo Dalziel och vann matchen via submission i första ronden. Harrison blev därmed klar för 2019 års final på nyårsafton där hon tävlade om vinstpotten på en miljon dollar.
Harrison besegrade brasilianskan Larissa Pacheco via enhälligt domslut och blev därmed 2019 års kvinnliga PFL-mästare i lättvikt

### Invicta FC
När PFL ställde in 2020 års säsong på grund av coronapandemin skrev Harrison på för Invicta och debuterade i organisationen vid Invicta 43 den 20 november 2020 mot amerikanskan Courtney King (4-1) i fjädervikt. En viktklass lägre än hennes vanliga lättvikt. Hon vann matchen via TKO i andra ronden.

## Tävlingsfacit

### MMA
| Resultat | Facit | Motståndare            | Metod                  | Evenemang            | Datum            | Rond | Tid  | Plats                  | Notering       |
| -------- | ----- | ---------------------- | ---------------------- | -------------------- | ---------------- | ---- | ---- | ---------------------- | -------------- |
| Vinst    | 1–0   | Brittney Elkin (USA)   | Submission (armbar)    | PFL 2 (säsong 2018)  | 21 juni 2018     | 1    | 3:18 | Chicago, IL, USA       | Lättviktsdebut |
| Vinst    | 2–0   | Jozette Cotton (USA)   | TKO (slag)             | PFL 6 (säsong 2018)  | 16 augusti 2018  | 3    | 1:24 | Atlantic City, NJ, USA |                |
| Vinst    | 3–0   | Moriel Charneski (USA) | TKO (slag)             | PFL 11 (säsong 2018) | 31 december 2018 | 1    | 3:39 | New York, NY, USA      |                |
| Vinst    | 4–0   | Larissa Pacheco (BRA)  | Domslut (enhälligt)    | PFL 1 (säsong 2019)  | 9 maj 2019       | 3    | 5:00 | Uniondale, NY, USA     |                |
| Vinst    | 5–0   | Morgan Frier (USA)     | Submission (amerikana) | PFL 4 (säsong 2019)  | 11 juli 2019     | 1    | 3:35 | Atlantic City, NJ, USA |                |
| Vinst    | 6–0   | Bobbi Jo Dalziel (CAN) | Submission (armbar)    | PFL 7 (säsong 2019)  | 11 juli 2019     | 1    | 3:32 | Las Vegas, NV, USA     |                |
| Vinst    | 7–0   | Larissa Pacheco (BRA)  | Domslut (enhälligt)    | PFL 10 (säsong 2019) | 31 december 2019 | 5    | 5:00 | New York, NY, USA      | Titelmatch     |
| Vinst    | 8–0   | Courtney King (USA)    | TKO (slag)             | Invicta 43           | 20 november 2020 | 2    | 4:48 | Kansas City, KS, USA   | Fjädervikt     |

### Judo
| Resultat | Facit | Motståndare                   | Poäng     | Evenemang                        | Viktklass | Datum            | Plats                     |
| -------- | ----- | ----------------------------- | --------- | -------------------------------- | --------- | ---------------- | ------------------------- |
| Vinst    | 1–0   | Samantha Lowe (GBR)           | 000-000   | IJF World Judo, VM 2009          | -78 kg    | 21 juni 2009     | Rotterdam, Nederländerna  |
| Förlust  | 1–1   | Amy Cotton (CAN)              | 000-001   | IJF World Judo, VM 2009          | -78 kg    | 21 juni 2009     | Rotterdam, Nederländerna  |
| Vinst    | 2–1   | Lorena Briceño (ARG)          | 100-000   | Panamerikanska mästerskapen 2010 | -78 kg    | 9 april 2010     | San Salvador, El Salvador |
| Förlust  | 2–2   | Mayra Aguiar (BRA)            | 000-100   | Panamerikanska mästerskapen 2010 | -78 kg    | 9 april 2010     | San Salvador, El Salvador |
| Vinst    | 3–2   | Keivi Pinto (VEN)             | 110-000   | Panamerikanska mästerskapen 2010 | -78 kg    | 9 april 2010     | San Salvador, El Salvador |
| Vinst    | 4–2   | Mirla Nolberto Labriel (GUA)  | 100-000   | Panamerikanska mästerskapen 2010 | -78 kg    | 9 april 2010     | San Salvador, El Salvador |
| Vinst    | 5–2   | Luise Malzahn (GER)           | 003-000   | IJF World Judo, VM 2010          | -78 kg    | 9 september 2010 | Tokyo, Japan              |
| Vinst    | 6–2   | Ana Velensek (SLO)            | 100-000   | IJF World Judo, VM 2010          | -78 kg    | 9 september 2010 | Tokyo, Japan              |
| Vinst    | 7–2   | Céline Lebrun (FRA)           | 000-001   | IJF World Judo, VM 2010          | -78 kg    | 9 september 2010 | Tokyo, Japan              |
| Vinst    | 8–2   | Maryna Pryshchepa (UKR)       | 102-000   | IJF World Judo, VM 2010          | -78 kg    | 9 september 2010 | Tokyo, Japan              |
| Vinst    | 9–2   | Mayra Aguiar (BRA)            | 001-000   | IJF World Judo, VM 2010          | -78 kg    | 9 september 2010 | Tokyo, Japan              |
| Vinst    | 10–2  | Anny Cortés (COL)             | 102-000   | Panamerikanska mästerskapen 2011 | -78 kg    | 1 april 2011     | Guadalajara, Mexiko       |
| Vinst    | 11–2  | Nadjeda Gena (HAI)            | 102-000   | Panamerikanska mästerskapen 2011 | -78 kg    | 1 april 2011     | Guadalajara, Mexiko       |
| Vinst    | 12–2  | Yalennis Castillo (CUB)       | 000-000   | Panamerikanska mästerskapen 2011 | -78 kg    | 1 april 2011     | Guadalajara, Mexiko       |
| Vinst    | 13–2  | Mayra Aguiar (BRA)            | 000-000   | Panamerikanska mästerskapen 2011 | -78 kg    | 1 april 2011     | Guadalajara, Mexiko       |
| Vinst    | 14–2  | Catherine Roberge (CAN)       | 001-000   | IJF World Judo, VM 2011          | -78 kg    | 26 augusti 2011  | Paris, Frankrike          |
| Vinst    | 15–2  | Pürevjargalyn Lkhamdegd (MNG) | 101-000   | IJF World Judo, VM 2011          | -78 kg    | 26 augusti 2011  | Paris, Frankrike          |
| Vinst    | 16–2  | Hitomi Ikeda (JPN)            | 010-000   | IJF World Judo, VM 2011          | -78 kg    | 26 augusti 2011  | Paris, Frankrike          |
| Förlust  | 16–3  | Audrey Tcheuméo (FRA)         | 000-001   | IJF World Judo, VM 2011          | -78 kg    | 26 augusti 2011  | Paris, Frankrike          |
| Vinst    | 17–3  | Marhinde Verkerk (NED)        | 001-000   | IJF World Judo, VM 2011          | -78 kg    | 26 augusti 2011  | Paris, Frankrike          |
| Vinst    | 18–3  | Mayra Aguiar (BRA)            | 001-000   | Panamerikanska spelen            | -78 kg    | 27 oktober 2011  | Guadalajara, Mexiko       |
| Vinst    | 19–3  | Yalennis Castillo (CUB)       | 002-001   | Panamerikanska spelen            | -78 kg    | 27 oktober 2011  | Guadalajara, Mexiko       |
| Vinst    | 20–3  | Catherine Roberge (CAN)       | 011-001   | Panamerikanska spelen            | -78 kg    | 27 oktober 2011  | Guadalajara, Mexiko       |
| Vinst    | 21–3  | Vera Moskalyuk (RUS)          | 1000-0000 | Sommar-OS 2012                   | -78 kg    | 2 augusti 2012   | London, Storbritannien    |
| Vinst    | 22–3  | Abigél Joó (HUN)              | 1010-0100 | Sommar-OS 2012                   | -78 kg    | 2 augusti 2012   | London, Storbritannien    |
| Vinst    | 23–3  | Mayra Aguiar (BRA)            | 1010-0000 | Sommar-OS 2012                   | -78 kg    | 2 augusti 2012   | London, Storbritannien    |
| Vinst    | 24–3  | Gemma Gibbons (GBR)           | 0020-0000 | Sommar-OS 2012                   | -78 kg    | 2 augusti 2012   | London, Storbritannien    |
| Vinst    | 25–3  | Elvismar Rodríguez (VEN)      |           | Panamerikanska mästerskapen 2013 | -70 kg    | 19 april 2013    | San José, Costa Rica      |
| Förlust  | 25–4  | Yuri Alvear (COL)             |           | Panamerikanska mästerskapen 2013 | -70 kg    | 19 april 2013    | San José, Costa Rica      |
| Vinst    | 26–4  | Jenifer Ortiz (GUA)           |           | Panamerikanska mästerskapen 2013 | -70 kg    | 19 april 2013    | San José, Costa Rica      |
| Vinst    | 27–4  | Alix Renaud Roy (CAN)         |           | Panamerikanska mästerskapen 2013 | -70 kg    | 19 april 2013    | San José, Costa Rica      |
| Vinst    | 28–4  | Vanessa Chala (ECU)           |           | Panamerikanska mästerskapen 2013 | -70 kg    | 19 april 2013    | San José, Costa Rica      |
| Vinst    | 29–4  | Catherine Roberge (CAN)       | 000-000   | IJF World Judo, VM 2014          | -78 kg    | 29 augusti 2014  | Tjeljabinsk, Ryssland     |
| Vinst    | 30–4  | Wang Szu-chu (TWN)            | 101-000   | IJF World Judo, VM 2014          | -78 kg    | 29 augusti 2014  | Tjeljabinsk, Ryssland     |
| Vinst    | 31–4  | Anamari Velenšek (SLO)        | 100-000   | IJF World Judo, VM 2014          | -78 kg    | 29 augusti 2014  | Tjeljabinsk, Ryssland     |
| Förlust  | 31–5  | Mayra Aguiar (BRA)            | 001-011   | IJF World Judo, VM 2014          | -78 kg    | 29 augusti 2014  | Tjeljabinsk, Ryssland     |
| Vinst    | 32–5  | Yahima Ramirez (POR)          | 000-000   | IJF World Judo, VM 2014          | -78 kg    | 29 augusti 2014  | Tjeljabinsk, Ryssland     |
| Vinst    | 33–5  | Myriam Gonzalez (MEX)         | 101-000   | Panamerikanska mästerskapen 2015 | -78 kg    | 24 april 2015    | Edmonton, Kanada          |
| Vinst    | 34–5  | Catherine Roberge (CAN)       | 000-000   | Panamerikanska mästerskapen 2015 | -78 kg    | 24 april 2015    | Edmonton, Kanada          |
| Förlust  | 34–6  | Mayra Aguiar (BRA)            | 000-000   | Panamerikanska mästerskapen 2015 | -78 kg    | 24 april 2015    | Edmonton, Kanada          |
| Vinst    | 35–6  | Mirla Nolberto (GUA)          | 100-000   | Panamerikanska spelen 2015       | -78 kg    | 14 juli 2015     | Toronto, Kanada           |
| Vinst    | 36–6  | Catherine Roberge (CAN)       | 100-000s3 | Panamerikanska spelen 2015       | -78 kg    | 14 juli 2015     | Toronto, Kanada           |
| Vinst    | 37–6  | Mayra Aguiar (BRA)            | 100-000s1 | Panamerikanska spelen 2015       | -78 kg    | 14 juli 2015     | Toronto, Kanada           |
| Vinst    | 38–6  | Mirla Nolberto (GUA)          | 100-000   | IJF World Judo,VM 2015           | -78 kg    | 28 augusti 2015  | Astana, Kazakstan         |
| Förlust  | 38–7  | Yoon Hyun-ji (JPN)            | 000-010   | IJF World Judo,VM 2015           | -78 kg    | 28 augusti 2015  | Astana, Kazakstan         |
| Vinst    | 39–7  | Andrymar Alfonzo (VEN)        | 100-000   | Panamerikanska mästerskapen 2016 | -78 kg    | 24 april 2016    | Havanna, Kuba             |
| Vinst    | 40–7  | Catherine Roberge (CAN)       | 100-000   | Panamerikanska mästerskapen 2016 | -78 kg    | 24 april 2016    | Havanna, Kuba             |
| Vinst    | 41–7  | Mayra Aguiar (BRA)            | 100-000   | Panamerikanska mästerskapen 2016 | -78 kg    | 24 april 2016    | Havanna, Kuba             |
| Vinst    | 42–7  | Zhang Zhehui (CHN)            | 100-000   | Sommar-OS 2016                   | -78 kg    | 11 augusti 2016  | Rio de Janeiro, Brasilien |
| Vinst    | 43–7  | Abigél Joó (HUN)              | 100-000   | Sommar-OS 2016                   | -78 kg    | 11 augusti 2016  | Rio de Janeiro, Brasilien |
| Vinst    | 44–7  | Anamari Velenšek (SLO)        | 100-000   | Sommar-OS 2016                   | -78 kg    | 11 augusti 2016  | Rio de Janeiro, Brasilien |
| Vinst    | 45–7  | Audrey Tcheuméo (FRA)         | 100-000   | Sommar-OS 2016                   | -78 kg    | 11 augusti 2016  | Rio de Janeiro, Brasilien |